# Isognomostoma isognomostomos
Isognomostoma isognomostomos е вид охлюв от семейство Helicidae. Видът не е застрашен от изчезване.

## Разпространение
Разпространен е в Австрия, Белгия, Босна и Херцеговина, Германия, Италия, Латвия, Литва, Лихтенщайн, Люксембург, Полша, Румъния, Русия (Калининград), Словакия, Словения, Украйна, Унгария, Франция, Хърватия, Чехия и Швейцария.

## Описание
Популацията на вида е стабилна.